# Burg Burgörner
Die Burg Burgörner ist eine abgegangene mittelalterliche Höhenburg auf einem Sporn über dem Wippertal im östlichen Harzvorland (Mansfelder Land) bei Burgörner-Altdorf, einem heutigen Stadtteil von Hettstedt, im Landkreis Mansfeld-Südharz in Sachsen-Anhalt. Auf dem Gelände der Burgstelle befindet sich heute der Friedhof von Altdorf.

## Geschichte
Es ist bekannt, dass es sich um eine circa quadratische Burganlage mit Kantenlängen von ca. 60 m handelte, in deren Südwestecke ein 12 m hoher Bergfried stand. Ihr auf dem Sporn vorgelagert befanden sich mehrere Wälle und Gräben zur Verteidigung. Der Bergsporn wurde aufgrund guter fortifikatorischer Merkmale seit dem Neolithikum über die Bronzezeit, Eisenzeit bis in das Mittelalter wiederholt für Befestigungen genutzt.
Die erste urkundliche Erwähnung eines Herren von Örner fand im Jahre 1159 statt. Wer die Erbauer waren und wann die Burg erbaut wurde, ist nicht überliefert. Ab dem 14. Jahrhundert sind die Grafen von Mansfeld als Lehensträger der Burg bekannt. Im Jahre 1560 verkauften diese sie mit Zustimmung des Lehensherrn an die Grafen von Schulenburg, im Jahre 1668 kaufen sie die Burg dann wieder zurück. Im Jahre 1713 wurden Amt und Burg Burgörner an den Grafen von Posadowsky, Freiherr von Postelwitz verkauft. Ein Jahr später wurde der Preußische Staat Lehensherr der Burg und vergab das Lehen über mehrere Schritte schließlich zur Familie von Humboldt. Die Burg wurde seitdem immer weniger genutzt, ab dem 19. Jahrhundert wurde sie aufgegeben, wurde als Steinbruch von Anwohnern benutzt und verfiel vollständig.